# 穆雷斯維爾 (伊利諾伊州)
穆雷斯維爾（英語：Murrayville）是位於美國伊利諾伊州摩根縣的一個村落。

## 地理
穆雷斯維爾的座標為39°34′59″N 90°15′04″W / 39.58306°N 90.25111°W，而該地最高點為海拔高度211米（即692英尺）。

## 人口
根據2010年美國人口普查的數據，穆雷斯維爾的面積為1.27平方千米，當中陸地面積為1.27平方千米，而水域面積為0.00平方千米。當地共有人口587人，而人口密度為每平方千米462人。